# Amerioppia senecionis
Amerioppia senecionis is een mijtensoort uit de familie van de Oppiidae. De wetenschappelijke naam van de soort is voor het eerst geldig gepubliceerd in 1984 door Balogh P..